# Pycnoscelus rothi
Pycnoscelus rothi es una especie de cucarachas del género Pycnoscelus, familia Blaberidae. Esta especie es endémica de Camboya.

## Historia
Fue descrito por primera vez en 2002 por Anisyutkin.